# 1911 en Espagne
Cet article présente les faits marquants de l'année 1911 en Espagne.

## Décès
- 15 août : Cándido Candi, compositeur de musique religieuse et organiste espagnol (° 4 février 1844).